# Drino bakeri
Drino bakeri là một loài ruồi trong họ Tachinidae.